# 月刊バーズ
『月刊バーズ』（げっかんバーズ）は、かつて幻冬舎コミックスから出版されていた月刊漫画雑誌。毎月30日発売。単行本はバーズコミックスのレーベルで刊行されていた。

## 沿革
- 1986年 - 11月に『コミックバーガー』同年11月25日号としてスコラ・講談社より創刊[1]。当初は月2回発行だった。
- 1988年 -  1988年7月26日号より発行元がスコラ単独となる。単行本レーベル「バーガーKC」を廃止し、同年7月以降の単行本レーベルは「バーガーSC」となる。
- 1993年 - 1993年7号をもって一旦休刊。1993年7月号より月刊に衣替えして再出発。
- 1996年 - 1996年4月号をもって再び休刊[1]。『コミックバーズ』 (BIRZ)に誌名を変更し、7月号から新創刊[2]。
- 1999年 - 3月23日にスコラが出版・営業を停止して経営破綻し、1999年5月号を最後に休刊[2]。スコラの漫画部門の編集部ごとボーイズラブアンソロジーの『ルチル』などとともにソニー・マガジンズ（現エムオン・エンタテインメント）へと移籍することが決まり、『コミックバーズ』はその名前のまま1999年7月に復刊[3]。同月単行本レーベル「バーズコミックス」を創刊。
- 2001年 - ソニー・マガジンズがコミック関連から撤退を決定し、同社発行は2001年12月号が最後となった[3]。編集部は幻冬舎が新設した子会社の幻冬舎コミックスへと移り発行を継続され、2002年1月号（2001年11月発売）より同社発行となる[4]。
- 2015年 - 6月号（4月30日発売号）よりリニューアルし、誌名を『月刊バーズ』として新装刊[5]。無料Webマンガサイト『デンシバーズ』オープン。
- 2016年 - 9月号（7月30日発売号）で創刊20周年を迎える。主要電子書店にて、2016年8月10日より電子版の配信を開始[6]。
- 2018年 - 8月号（6月30日発売号）をもって休刊[7]。

以上のように『月刊バーズ』は3つの会社を渡り歩いた雑誌であり、企業の経営破綻や業績悪化による休刊の危機を移籍によって乗り切ることができた珍しい雑誌である。掲載作品に関しても、休刊・復刊のタイミングにより中断ないし終了した作品はあるものの、再創刊された新雑誌に移行して継続された作品も少なくない。マイナーな雑誌ではあるが、冬目景の『羊のうた』やPEACH-PITの『ローゼンメイデン』（のちに集英社『週刊ヤングジャンプ』へ移籍）、星野リリィの『おとめ妖怪 ざくろ』、天乃咲哉の『このはな綺譚』など、アニメ化された連載作品も存在する。本誌を母体とする単行本レーベル「バーズコミックス」も、ソニー・マガジンズ発行の時代を経て、現在の幻冬舎コミックス発行へと引き継がれている。本誌の増刊として、『ルチル』（2003年  - 2015年）と『スピカ』（2003年-2009年）、『GIGA69』（2004年 - 2006年）『ねこメロ!』（2007年 - 2009年）がある。

## 月刊バーズ連載作品
2018年8月号時点。
- 空電ノイズの姫君（冬目景）2016年9月号 - 2018年8月号 「空電の姫君」に改題され、『イブニング』（講談社）2019年3号から連載再開。

### デンシバーズに移行
- 純喫茶ねこ（杉崎ゆきる）2012年10月号 -
- このはな綺譚（天乃咲哉）2015年2月号 -
- 警視庁抜刀課（斎藤岬）2015年9月号 -
- アイとアオの境界（天堂きりん）2015年10月号 -
- ともだちごっこ（山田デイジー）2015年11月号 -
- 早乙女くんとQちゃん（くるねこ大和）2016年4月号 -
- 純潔戦線（草野紅壱）2016年11月号 -
- 時計じかけの姉（いけだたかし）2016年12月号 -
- 綾辻黄泉路地図工房（逢坂八代）2016年12月号 -
- 惑星クローゼット（つばな）2017年1月号 -
- 花束をください（青野春秋）2017年5月号 -
- センチメントの行方（榎本ナリコ）2017年7月号 -
- スキルリッチ・ワールド・オンライン 〜レアというよりマイナーなスキルに振り回される僕〜（原作：唖鳴蝉、作画：三ツ矢彰）2018年6月号 -
- おとめ妖怪 ざくろ（星野リリィ）2006年4月 -
- BEAST of EAST（山田章博、不定期連載）『コミックバーガー』（スコラ）より継続。
- 亞由多（pako）2014年5月号 -

### ルチルSWEETに移行
- バリエ ガーデン（木々）2015年6月号 - 『コミックスピカ』より移籍

### 各電子書店にて配信
- Under the Rose〜春の賛歌〜（船戸明里）2015年6月号 - 『コミックスピカ』より移籍

## 連載終了の作品

### コミックバーガー
スコラ刊『コミックバーガー』にて連載が開始された作品、タイトル五十音順。
- 愛をあげよう（ともち） ソニーマガジンズ時代まで継続。
- IBARAGI茨木（島田まゆ） スコラ時代まで継続。
- 海腹川背（山吹ショウマ）
- おさわがせプリズムレディ（新名あき）
- 陰陽師（原作：夢枕獏、作画：岡野玲子）スコラ時代まで継続→白泉社『月刊メロディ』へ移籍。
- 火星田マチ子（吉田戦車）
- 勝手にしやがれ（末松正博）
- カンパニーがぁる（山口譲司）
  - カンパニーがぁる2ジョイジョイぱにっく（山口まさかず）
- 気ままにアイドル（小谷憲一）
- クレオパトラD.C.（新谷かおる）
- ゴクウ（寺沢武一）
- コスモス楽園記（ますむらひろし）
- 小娘のミッドナイト（原作：桑原譲太郎、作画：本そういち）
- サイラス（原作：工藤かずや、作画：秋月めぐる）
- 3歳児くん（いがらしみきお）
- ごめんあそばせ（細野不二彦）
- サクラサケ（ともち）
- G（小池桂一）
- ジェントル萬（新谷かおる）
- SHADOW（大島やすいち）
- ストッパー（水島新司）
- タイガー（原作：田中誠一、作画：桑沢アツオ）
- だいすき!（ともち）
- 戦え!軍人くん（吉田戦車）
- 超人ロック（聖悠紀）
  - 超人ロック ブレイン・シュリンカー
  - 超人ロック 不死者たち
- TAKE IT EASY（岡崎京子）
- てれびさん（ほりのぶゆき）
  - てれびさん - マンガ図書館Z（外部リンク）
- とりぷる・トラブル（富田安紀良、旧名富沢佑、現富田安紀子）
- ナンバーワン!（原作：川崎良、作画：奥平哲男）
- ハードロック（うちやましゅうぞう）
- ハイスクールAGENT（谷村ひとし）
- ハイヒールBOMB!!（春日光広）
- パンチ・アウト（阿部佳世子）
  - パンチアウト - マンガ図書館Z（外部リンク）
- ヴィシャスの街（谷地恵美子）
- 羊のうた（冬目景） 幻冬舎コミックス時代まで継続。
- ブルースキャナー（山口まさかず）
- 毎日が秋の空（桜沢エリカ）
- MR.DOZAEMON（三浦みつる）
- 桃花Coming（天沼俊）
- 雷火（原作：寺島優、作画：藤原カムイ） スコラ時代まで継続。
- 雷電王（原作：M.A.T.、作画：竜崎遼児）
- LIVE!!（市東亮子、原作：永野椎菜）
- らっきーまん（たなか亜希夫）
- 魔殺ノート 退魔針（原作：菊地秀行、作画：斎藤岬） ソニーマガジンズ時代まで継続
- 隣人13号（井上三太）
- 瑠璃色ア・ラ・カルト（蒔野靖弘）

### コミックバーズ（スコラ）
スコラ刊『コミックバーズ』にて連載が開始された作品、タイトル五十音順。スコラによる刊行時期は【1996年7月号 - 1999年5月号】の期間。
- 明日のために（高口里純）
- 餓狼伝（原作：夢枕獏、作画：板垣恵介）連載終了後に講談社『ヤングマガジンアッパーズ』へ移籍。
- きりきり亭のぶら雲先生（きくち正太）幻冬舎コミックス時代まで継続。
- 突撃!シルバーナイツ（島田まゆ）
- 夜刀の神つかい（原作：奥瀬サキ、作画：志水アキ）1999年8月号 - 2007年10月号 幻冬舎コミックス時代まで継続。

### 『コミックバーズ』（ソニー・マガジンズ）
ソニー・マガジンズ刊『コミックバーズ』にて連載が開始された作品、タイトル五十音順。ソニー・マガジンズによる刊行時期は【1999年7月号 - 2001年12月号】の期間。
- アクア・ステップ・アップ（原作：安田均・友野詳・グループSNE、作画：田嶋安恵） 幻冬舎コミックス時代まで継続。
- 空想科学エジソン（原案：柳田理科雄、作画：カサハラテツロー）2000年8月号 - 2002年6月号 幻冬舎コミックス時代まで継続。
- しびとの剣（原案：菊地秀行、作画：加倉井ミサイル、）スコラ『コミックスコラ』より移籍、幻冬舎コミックス時代まで継続。
- 魑魅（すだま）（小山田いく）
- 888 スリーエイト（桑田乃梨子、隔月連載）
- Dr.猫柳田の科学的青春（原作：柳田理科雄、作画：筆吉純一郎）2001年3月号 - 2004年7月号 幻冬舎コミックス時代まで継続。
- BIRTH（山口譲司）
- 日の丸あげて（新谷かおる）1999年8月号 - 2001年6月号
- 魔殺ノート 退魔針 魔針胎動篇（原作：菊地秀行、作画：斎藤岬）2001年5月号 - 2004年4月号 幻冬舎コミックス時代まで継続。
- れ・り・び（ともち） 幻冬舎コミックス時代まで継続。

### コミックバーズ（幻冬舎コミックス）
幻冬舎コミックス刊『コミックバーズ』にて連載が開始された作品、タイトル五十音順。幻冬舎コミックスによる刊行時期は【2002年1月号 - 2015年5月号】の期間。
- あかしや銀河商店街（樋口大輔）2013年9月号 -
- 暁闇のヴォルフ（緒方てい）2011年4月号 - 2013年3月号
- Axis powers ヘタリア（日丸屋秀和）
- アサ‐シネ（平野耕太、隔月連載）2013年11月号 - 『月刊ComicREX』（一迅社）より移籍（以前のタイトルは『アサシネ』）。
- 荒くれネバーランド（サンカクヘッド）2010年9月号 - 2012年3月号
- インセクツR（杉山敏）『webスピカ』（幻冬舎コミックス）より移籍（同誌掲載作『インセクツ』の続編）。
- WIZARDS NATION（相川有）
- 有頂天家族（原作：森見登美彦、キャラクター原案：久米田康治、作画：岡田祐）2013年6月号 - 2015年5月号
- 大江戸雪シマキ（雨瀬シオリ）2014年8月号 - 2015年7月号
- 奥の奥の森の奥に、いる（原作：山田悠介、作画：咲乃ハカ）
- おどろ領域ナユラ（黒谷宗史）2013年8月号 - 2015年2月号
- おもちゃの教祖さま（高崎ゆうき）2013年12月号 - 2014年7月号
- 親父の愛人と暮らす俺（玉置勉強）2013年6月号 - 2015年4月号
- 風のルーシー（秋月亮）
- 片隅乙女ワンスモア（伊藤正臣）2014年3月号 - 2015年5月号以降休載
- 家畜人ヤプー（原作：沼正三、作画：江川達也）
- 月輪に斬り咲く（丸山朝ヲ）2011年1月号 - 2015年4月号
- カテゴリ：フリークス（極楽院櫻子）
- かノいち（豊田アキヒロ）2007年10月号 -
- 彼女のカレラRS（麻宮騎亜）2013年3月号 - 2015年5月号『週プレNEWS』（集英社）より移籍（以前のタイトルは『彼女のカレラ』）。
- 鎌倉葵茶房（蒼木雅彦）2011年9月号 - 2012年2月号
- 神威 End of Ark（横川直史）
- がらくたストリート（山田穣、不定期連載）2008年4月号 - 2012年12月号
- 彼と彼女の（オタク）2（じじょう）（村山渉）2009年12月号 - 2011年11月号
- 彼女のひとりぐらし（玉置勉強）2009年10月号 - 2012年10月号
- 烏丸響子の事件簿（原作：広井王子、作画：コザキユースケ）『ミステリービィストリート』（幻冬舎コミックス）より移籍。
- キカイ探偵（福原鉄平、不定期連載）2003年4月号 - 2005年4月号
- きょうから四姉妹（きづきあきら+サトウナンキ）2013年12月号 - 2015年2月号
- クオ・ヴァディス（原作：新谷かおる、作画：佐伯かよの）2009年3月号 - 2017年4月号『WebコミックGENZO』（幻冬舎コミックス）より移籍。
- 幻影博覧会（冬目景、不定期連載）2003年12月号 - 2011年3月号 『ビィストリート』（ソニー・マガジンズ）より移籍。
- 高円寺リピート（中川悠京）
- コス・クチュール（上田キク）2014年6月号 -
- 真田ハート♥ブレイド（上田キク）
- サムライファイト!（樋口大輔、シリーズ連載）2014年8月号 - 2014年10月号
- SARASA（原作：中山文十郎、作画：平手将之）
- サユリ（押切蓮介）2010年3月号 - 2011年5月号
- 三代目は梅くくり!（磯本つよし）
- じぇいりぶ!!（玉越博幸）
- 鹿男あをによし（梶原にき、原作：万城目学）2008年5月号 - 2010年3月号
- 借金カノジョ（原作：あおい、作画：高嶋ひろみ）2008年6月号 -
- スピナーベイト - 2011年8月号（此元和津也）
- するめいか（ルーツ）2010年1月号 - 2013年11月号
- 戦国ゾンビ（横山仁）
- 象の背中 〜それぞれの思い〜（原作：秋元康、シナリオ：遠藤察男、作画：OKAWARI）
- ソウルドロップの幽体研究（原作：上遠野浩平、作画：秋吉風鈴）
- 大帝の剣（原作：夢枕獏、作画：横山仁）2013年5月号 - 2015年4月号
- 大東京トイボックス（うめ）2006年11月号 - 2013年9月号
- たのしいたのしいぼくらののみかい（ルーツ）2014年9月号 - 2015年3月号
- ダン・ダ・バーバリアン（井上三太）
- ちびさんデイト（日丸屋秀和）
- 天然家族 みにっつめいど（高雄右京）
- 東京赤ずきん（玉置勉強）2004年6月号 - 2006年10月号 『エース特濃』（角川書店）より移籍。
- 東京トイボックス0（うめ）2013年12月号 - 2014年4月号
- ドクシ -読師-（樋口大輔）2009年4月号 - 2013年8月号
- 外つ神（斎藤岬）2009年5月号 - 2014年5月号
- DRUG-ON（斎藤岬）2006年12月号 - 2009年3月号
- ドロねこ9（奥瀬サキ）
- どろんぱ!（森みさき）
- 夏休みを666倍楽しむ方法（横山仁）
- なまコイ（原作：雨宮ひとみ、作画：中臣亮）
- ならずの顎（山田秋太郎）2014年2月号 - 2014年7月号
- ねくろまねすく（玉置勉強）
- パイドパイパー（浅田寅ヲ）
- ハカセのセカイ（ハラヤヒロ）2005年5月号 - 2006年8月号
- バタフライ（相川有）2002年10月号 - 2006年12月号
- ひなたの狼 新選組綺談（斎藤岬）2004年5月号 - 2006年10月号
- ぴゅあ☆どる（石田敦子）
  - ぴゅあ☆どる - マンガ図書館Z(外部リンク)
- 不可視戯トライアング（村山渉）2012年1月号 - 2013年5月号
- ふたご侍（梅本チンウー）
- 放課後よりみち委員会（桑田乃梨子）2011年8月号 - 2013年12月号
- まおうちゃんクロニクル（猫橋俊雄）
- マッシュルーム（小池ノクト）2015年4月号 - 2017年3月号
- 輪るピングドラム（原作：イクニチャウダー、キャラクター原案：星野リリィ、作画：柴田五十鈴）2013年9月号 - 2017年3月号
- みこととみこと（ハラヤヒロ）
- ミミツキ（相川有）2009年7月号 - 2013年2月号
- 無関心探偵AGATHA（相川有）
- ムジカ（かかし朝浩）2012年11月号 - 2013年11月号
- ヤオヨロズガール（御船麻砥）
- ユリ熊嵐（原作：イクニゴマキナコ、作画：森島明子）2014年4月号 - 2016年6月号
- 来世であいましょう（小路啓之）2009年5月号 - 2011年6月号
- らす☆ぼす（上月まんまる）2008年6月号 -
- リサーチャー（原作：あおい、作画：箸井地図）
- リリックメード（斎藤岬）2014年6月号 -2015年7月号
- レクレスV（山口かつみ）
- RED GARDEN（原作：GONZO、作画：綾村切人）2006年10月号 - 2009年3月号
- Rozen Maiden（PEACH-PIT）集英社『週刊ヤングジャンプ』へ移籍（タイトルを『ローゼンメイデン』に変え再連載）。
- 6000 -ロクセン-（小池ノクト）2010年11月号 - 2012年9月号
- 麓破羅学園オカルト部 はラたま（豊田アキヒロ）
- ワンダバスタイル（原作：六月十三、作画：ゴハ）

### バーズ（幻冬舎コミックス）
幻冬舎コミックス刊『コミックスピカ』より移籍してきた作品。
- いとめぐりの素描（青井秋）2015年6月号
- 猪吉とたま（くるねこ大和）2015年6月号 - 2016年2月号
- 昨夜のカレー、明日のパン（原作：木皿泉　作画:渡辺ペコ）2015年6月号 - 2015年9月号
- Hobgoblin（つばな）2015年6月号 - 2015年12月号
- モアザンワーズ（絵津鼓）2015年6月号 - 2015年7月号
- みみここもも（ 美川べるの）2015年6月号 - 2016年4月号
- むかしのはなし（三浦しをん＆西田番）2015年9月号 - 2016年3月号
- わたしは真夜中（糸井のぞ）2015年6月号 - 2015年9月号
- 私・空・あなた・私（いくえみ綾）2015年7月号 -2018年4月号
- トコナツ（月子）2015年6月号 - 2018年6月号

幻冬舎コミックス刊『バーズ』にて連載が開始された作品。刊行時期は【2015年6月号 - 】の期間。
- ぐらんば（押切蓮介）2015年7月号 - 2016年3月号
- 棺の中は黄色いバラ（タカハシマコ）2015年6月号 - 2017年6月号
- 何でもしますから!!（美川べるの）2016年5月号 - 2017年11月号
- 俺、南極で料理してます（土山しげる、原案:竪谷博）2016年11月号 - 2017年1月号以降休載
- metro ex（石川チカ）2016年10月号 - 2017年12月号
- ルポルタージュ（売野機子）2017年4月号 - 2017年12月号
- 赤目姫の潮解（原作:森博嗣　作画:スズキユカ）2017年1月号 - 2018年3月号
- ネコと颯太と朝ごはん（杉作）2017年2月号 - 2018年3月号
- 旅の肴〜十返舎一九浮世道中旅がらす〜（原作協力:久住昌之、作画:魚乃目三太）2017年1月号 - 2018年3月号
- QUO VADIS〜クオ･ヴァディス〜外伝 漆黒の玉座 静寂の回廊（原作：新谷かおる、作画：佐伯かよの）2017年12月号 - 2018年5月号

## 映像化
| 作品              | 放送年                           | アニメーション制作 | 備考                   |
| ----------------- | -------------------------------- | ------------------ | ---------------------- |
| ローゼンメイデン  | 2004年（第1期）                  | ノーマッド         | 『コミックバーズ』時代 |
| ローゼンメイデン  | 2005年 - 2006年（第2期・特別編） | ノーマッド         | 『コミックバーズ』時代 |
| おとめ妖怪 ざくろ | 2010年                           | J.C.STAFF          | 『コミックバーズ』時代 |
| このはな綺譚      | 2017年                           | Lerche             | 『月刊バーズ』時代     |

| 作品              | 発売年          | アニメーション制作 | 備考                     |
| ----------------- | --------------- | ------------------ | ------------------------ |
| ハイスクールAGENT | 1988年          | J.C.STAFF          | 『コミックバーガー』時代 |
| ゴクウ            | 1989年          | マッドハウス       | 『コミックバーガー』時代 |
| クレオパトラD.C.  | 1989年 - 1991年 | J.C.STAFF          | 『コミックバーガー』時代 |
| バイオ・ハンター  | 1995年          | マッドハウス       | 『コミックバーガー』時代 |
| 羊のうた          | 2003年          | マッドハウス       | 『コミックバーズ』時代   |

| 作品               | 放送年 | 制作      | 備考                                                                            |
| ------------------ | ------ | --------- | ------------------------------------------------------------------------------- |
| 大東京トイボックス | 2014年 | J.C.STAFF | 『コミックバーズ』時代 出版社移籍の前作『東京トイボックス』もドラマ化（2013年） |

## comicブースト
comicブーストは、2015年4月30日オープンのウェブコミック配信サイト。オープン当初は、『コミックバーズ』と『コミックスピカ』からの移籍作品が掲載されていた。『月刊バーズ』に一部作品が出張掲載されることあった。2018年に『デンシバーズ』から『comicブースト』へ改称。

### 連載中の作品
- アンバードロップス（斎藤岬）comicスピカ No.4 -
- ストレーガ 双頭のゲルダ（上田信舟）コミックバーズ2014年5月号 -
- なめこ文學全集 なめこでわかる名作文学（小鳩まり）comicスピカ No.7 -
- ふたりべや（雪子）コミックバーズ2014年9月号 -
- つくものはなし（原作：神奈木智　作画：山本小鉄子）
- 女騎士、経理になる。（原作 Rootport　作画 三ツ矢彰）
- ご飯つくりすぎ子と完食系男子（揚立しの）
- あたりまえのぜひたく。（きくち正太）幻冬舎plusから移籍
- Lily lily rose（紺野キタ）
- 転生したら剣でした（原作:棚架ユウ、作画:丸山朝ヲ、キャラクター原案:るろお）
- 愛され洋輔（いがわうみこ）
- 澤飯家のごはんは長男の光がつくっている。（山田可南）
- 骸積みのボルテ（まつだこうた）
- 異世界に来たみたいだけど如何すれば良いのだろう（原作:舞 作画:森ゆきなつ キャラクター原案:ときち）
- クラスが異世界召喚されたなか俺だけ残ったんですが（原作 サザンテラス 作画 上田キク キャラクター原案 はねこと）
- ヴァン子さんは無職（原案：Rootport　作画：つきぼしりょう）
- 最強の黒騎士、戦闘メイドに転職しました（原作:百門一新 作画:風華チルヲ キャラクター）
- おっさんのリメイク冒険日記〜オートキャンプから始まる理想の異世界生活〜（原作：緋色優希 作画：小池えいらく キャラクター原案：市丸きすけ）
- 神さまSHOPでチートの香り（原作:佐々木さざめき 作画:金田正太郎 キャラクター原案:鈴木イゾ）
- えれほん うめざわしゅんショートストーリーズ（うめざわしゅん）
- 精霊達の楽園と理想の異世界生活（原作：たむたむ 作画：早見みすず キャラクター原案：門井亜矢）
- 衝撃は防御しつつ返すのが当然です（原作:TO〜KU 作画:水玉 キャラクター原案:仁藤あかね）

### 連載終了作品
『コミックバーズ』から移籍してきた作品
- 有頂天家族（原作：森見登美彦、キャラクター原案：久米田康治、作画：岡田祐）
- 彼女のカレラRS（麻宮騎亜）
- 親父の愛人と暮らす俺（玉置勉強）

『コミックスピカ』から移籍してきた作品
- 江戸モアゼル（キリエ）
- 結婚相手ってどこに落ちてるの？（花津ハナヨ）
- 交番PB（石川チカ）
- 新堂家の事情（村上真紀）
- 代官山町沖３哩（岡井ハルコ）
- 探偵少女アリサの事件簿　溝ノ口より愛をこめて（原作：東川篤哉 作画：森ゆきなつ）
- ぼくたちダイアリー（原作：七尾すず 作画：山本小鉄子）
- ひとりじめプリマヴェラ（椿）
- 猫の手はかりない！（紺野キタ）

他社から移籍してきた作品
- 悪ノ召使（漫画：猫山宮緒　協力：mothy_悪ノP、特別協力：クリプトン・フューチャー・メディア株式会社）

『デンシバーズ』にて連載が開始された作品
- 酩酊ガール（アザミユウコ）
- 幕末ゾンビ（横山仁）
- ジグソークーソー 空想地図研究会（高舛ナヲキ）
- ハイブリッド・ガールフレンド（まる寝子）
- 彼女のひとりぐらし ツーアウト満塁（玉置勉強）
- くんくんガール（なぎみそ）
- トーキョーグリモワールQMA（原作：セブンデイズウォー 作画：松原剛 原案・協力：コナミアミューズメント）
- 能面ちゃんと下僕さん（西荻亨）
- 仏像パンク（横尾公敏）